# Estefanía Banini
Estefanía Romina Banini Ruiz (Mendoza, Argentina, 21 de junio de 1990) es una futbolista argentina. Juega de mediocampista en el Levante Badalona de la Primera División Femenina de España. Fue internacional absoluta con la Selección Argentina desde 2010 hasta 2023.
Fue parte de la época dorada de Colo-Colo, ganando la Copa Libertadores en 2012 y los ocho campeonatos nacionales entre 2011 y 2014. Fue subcampeona de la NWSL con Washington Spirit y ganó la Copa de la Reina con el Atlético de Madrid en 2023. Fue la capitana de la selección de Argentina en el mundial femenino de 2019 en Francia, y ganó los Juegos Suramericanos en 2014. A nivel individual ha sido reconocida entrando en el Once de FIFPro 2021 y en el Equipo Ideal de Sudamérica de la Década 2011-2020.

## Primeros años
Estefanía Banini nació en la ciudad de Mendoza, Argentina. Es hija de Elisabeth Ruiz y Tito Banini.

## Carrera

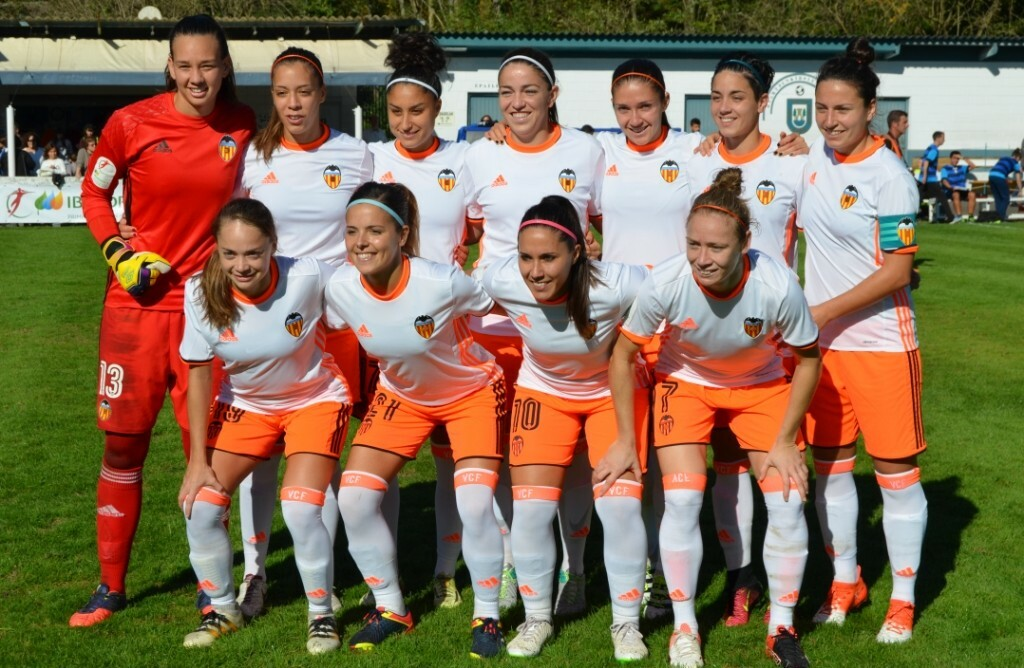
Valencia femenino en la temporada 2016-17

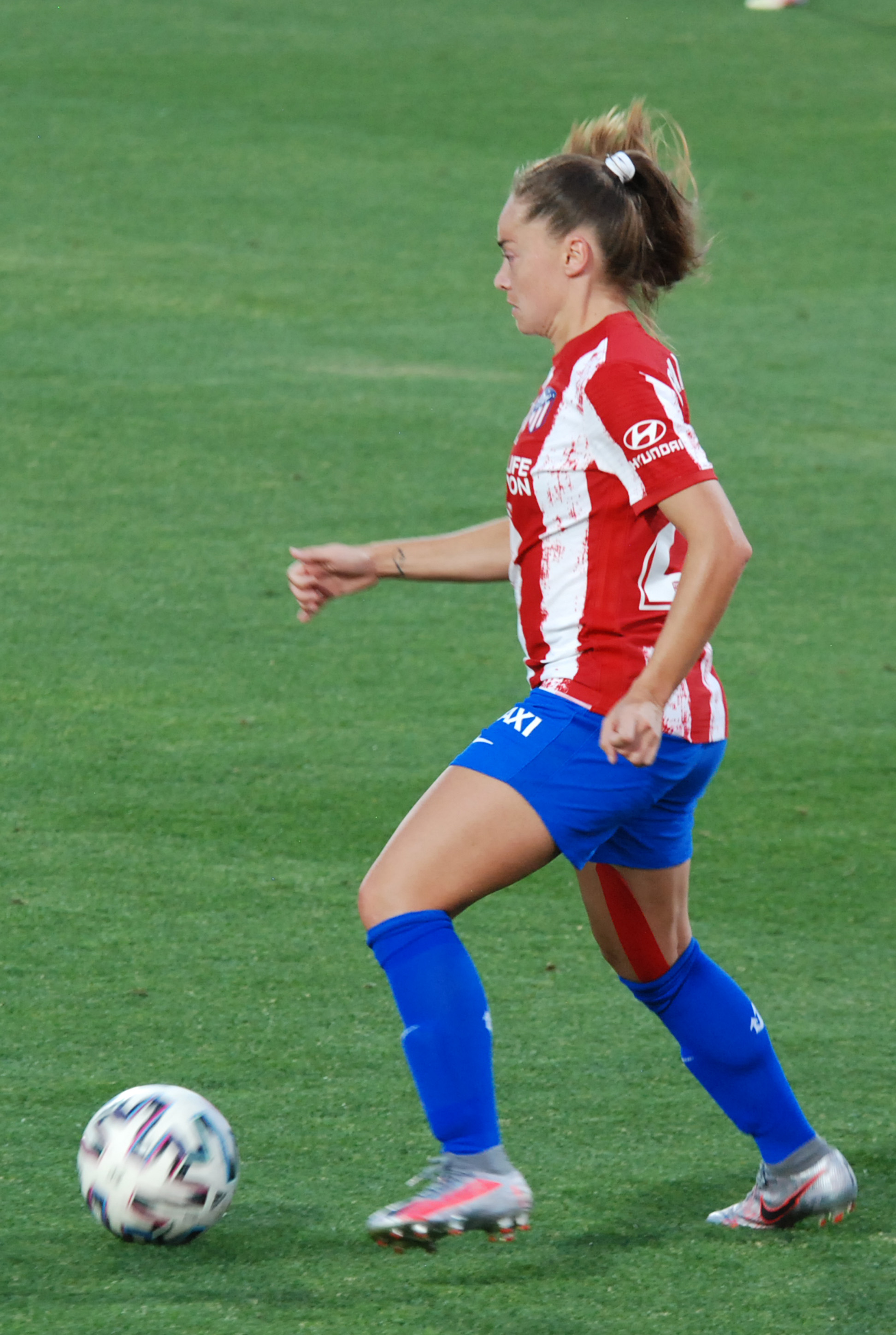
Estefanía Banini en agosto de 2021

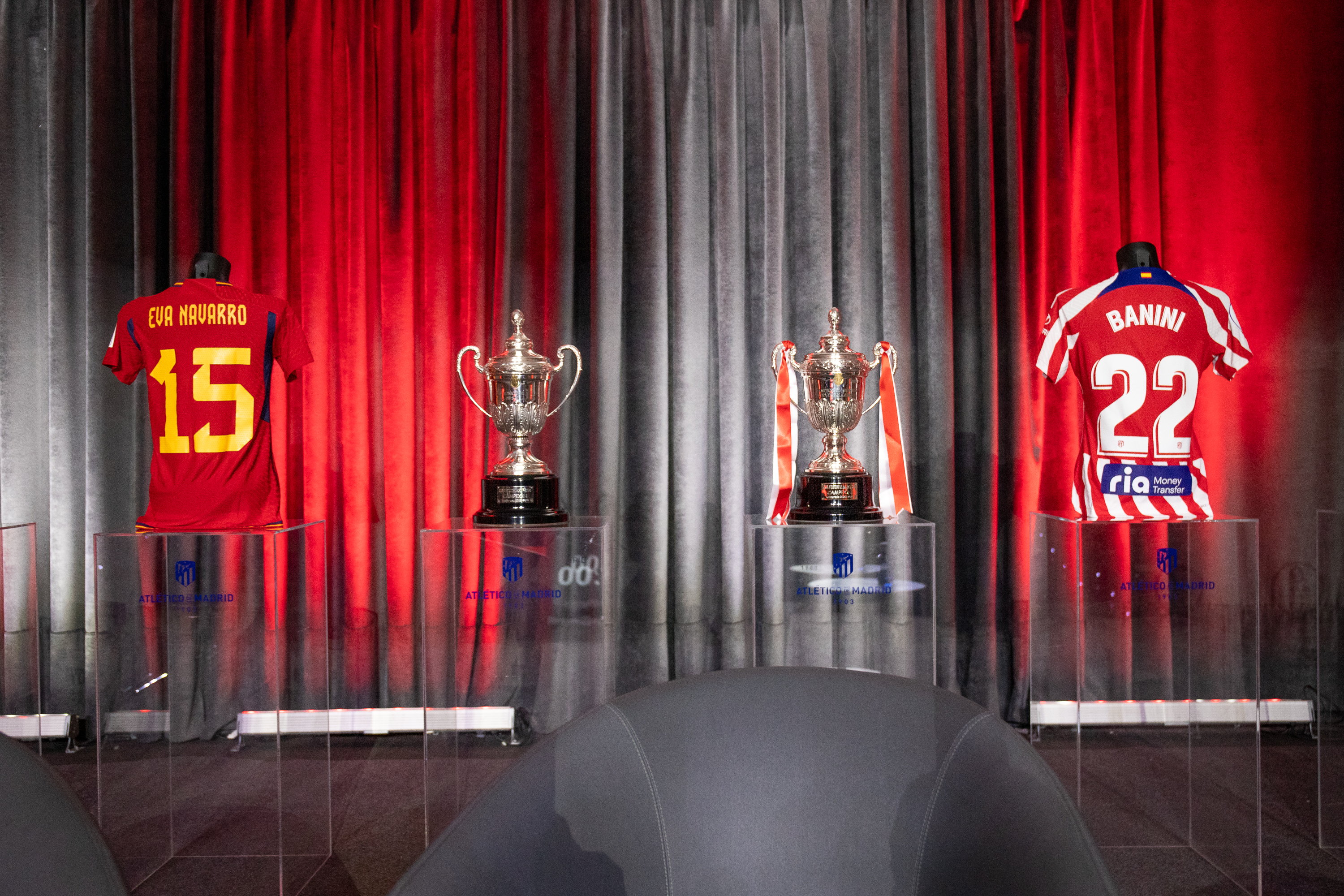
Segunda edición de Atleti en Femenino, con las répilcas de las Copas de la Reina de 2016 y 2023 y las camisetas de Eva Navarro del Mundial y Estefanía Banini de la Copa de 2023

### Inicios
Se inició futbolísticamente en el Club Cementista de Mendoza, un club de fútbol sala masculino, al que ingresó a los 7 años. A los 16 años pasó a formar parte del Club Las Pumas de la misma ciudad.

### Colo-Colo
Tras su buen desempeño en la Copa América Femenina 2010, no tenía equipo en Argentina, y fue contactada por el preparador físico de Colo-Colo, Paulo Escudey, quien inicia las gestiones para que el club albo fiche a la jugadora argentina. Finalmente, Banini selló un acuerdo de un año con Colo-Colo, el cual considera un sueldo de USD $ 500 a 600, alojamiento, comida y viáticos.
El primer partido oficial de Colo Colo en 2011 fue el 19 de marzo ante Ñublense, partido que acabó con victoria colocolina por 12-0. Ganaron con autoridad el Torneo Apertura, donde Banini dio la asistencia del primer gol y marcó el segundo gol en la final ante Everton. En noviembre obtuvo el subcampeonato de la Copa Libertadores Femenina 2011 tras perder por la cuenta mínima ante el São José. El año terminó con el campeonato de  Clausura.
Al año siguiente logró su tricampeonato, tras vencer en el Campeonato de Apertura, el Campeonato de Clausura, en cuya final marcó dos goles y dio dos asistencias, y la Copa Libertadores Femenina 2012. En esta última llegó a la final continental ante el Foz Cataratas. El partido finalizó 0:0, por lo que definió mediante lanzamientos de penalti, instancia en la que Colo-Colo se impuso 4 a 2 y se coronó campeón de Copa Libertadores por primera vez.
En 2013 volvieron a dominar el torneo nacional con frecuentes goleadas y Banini marcó 37 goles en 18 partidos en el Torneo Apertura, que ganaron tras volver a superar a Everton en la final. En el Torneo Clausura lograron el séptimo título liguero consecutivo al derrotar a Santiago Wanderers con gol de Banini en el partido de vuelta de la final. En la Copa Libertadores quedaron en tercera posición tras ser derrotadas en semifinales por penaltis tras ir ganando hasta el minuto 86. Después representó a América en el Mundial de clubes femeninos, en el que fueron cuartas.
Su gran desempeño con las albas terminó traduciéndose en la obtención del premio a la Mejor deportista del fútbol femenino de Chile, siendo la primera extranjera en obtenerlo desde su instauración en 2007.
En 2014 volvieron a ser campeonas de los campeonatos de Apertura ante Santiago Morning, y Clausura, en el que Banini fue la máxima goleadora con 18 tantos, dos de ellos en la final ante Santiago Morning. En la Copa Libertadores no pasaron de la fase de grupos tras dejarse remontar en el marcador en el primer y tercer encuentro.

### Washington Spirit
El 22 de enero de 2015, el club estadounidense Washington Spirit anunció la contratación de la mediocampista argentina, gracias a gestiones realizadas por el exentrenador de la selección femenina de fútbol de Argentina, Ezequiel Nicosia. En su nuevo club coincidió con su compañera en Colo-Colo Yanara Aedo. Debutó en la primera jornada de la NWSL el 11 de abril de 2015 con derrota por 2-0 ante Houston Dash. El 8 de mayo del mismo año, tras apenas cuatro partidos disputados, el club comunicó que la jugadora estaba fuera de las canchas por 5 a 6 meses, tras una lesión de la rodilla derecha.
Al final del año retornó a Colo-Colo para intentar ayudar a ganar el Torneo Clausura, y tuvo un papel protagonista en los play-off, pero no pudo evitar que Palestino rompiese la racha de campeonatos de Colo-Colo. Sin embargo, si ayudó a lograr que Colo Colo lograse el cupo para jugar la siguiente Copa Libertadores.
En 2016 vivió su mejor año en Estados Unidos a pesar de las lesiones. Jugó 15 partidos, incluyendo los play-off por el título tras recuperarse de otra lesión de rodilla, marcando 5 goles y dando una asistencia. Fue la máxima goleadora del equipo. En la Semana 13 fue su gol fue elegido el mejor de la jornada y ella fue elegida mejor jugadora de esa semana y del mes de julio. El equipo quedó segundo en la temporada regular y quedaron subcampeonas al perder la final en la prórroga.

### Valencia CF  y vuelta a Washington
Con 25 años decidió poner rumbo al Viejo Continente fichando por el equipo ché, el cual consideró que fichar a Estefanía Banini era la mejor opción para cubrir la demarcación del centro del campo. Llegó a Valencia junto a Aedo y coincidió en el equipo con su excompañera Christiane Endler. Debutó el 30 de octubre ante el Oiartzun.
Durante la temporada 2016-17 jugó 21 encuentros y marcó 4 goles, contribuyendo a la mejor clasificación en la historia del club, al quedar en tercera posición. En la Copa de la Reina marcó un gol en los cuartos de final al Athletic, y cayeron eliminadas en la semifinal ante el F. C. Barcelona.
Tras su efímero pero exitoso paso por Valencia en 2017 retornó al Washington Spirit junto con Aedo, y marcó un gol en nueve encuentros. A nivel colectivo el equipo fue colista. En 2018 jugó 12 partidos y marcó un gol en una temporada en la que los Spirit quedaron en octava posición en la temporada regular, y al finalizar la temporada fue cedida al Levante.

### Levante UD
La mediocentro fue cedida al Levante la temporada 18/19. Debutó el 4 de noviembre ante el Atlético de Madrid, con derrota por 2-0. Con el equipo granota fue titular habitual disputando 28 partidos y marcando 4 goles, algunos de vital importancia, como ante la Fundación Albacete, o su exequipo, el Valencia, ayudando así al equipo a quedar en tercera posición. Renovó con el equipo estadounidense para el año 2019, sin embargo a la finalización de la temporada la cesión se convirtió en fichaje permanente y renovaría por dos años más para vestir de azulgrana hasta junio de 2021.
En la temporada 2019-20 siguió siendo habitual en los onces titulares a pesar del cambio en el banquillo que trajo a María Pry en sustitución de Kino. El equipo volvió a quedar en tercera posición en la liga, que se suspendió con motivo de la pandemia de Covid-19. En la Copa de la Reina fueron eliminadas en octavos de final por el Sevilla, y en la Supercopa cayeron en la semifinal contra la Real Sociedad.
La temporada 2020-21 fue elegida como una de las capitanas del equipo, y alternó la titularidad con Sandie Toletti por lo que disputó menos minutos, aunque siguió siendo habitual su participación y jugó 27 de los 34 partidos de la liga. Volvieron a quedar en tercera posición, puesto que en esta temporada le dio acceso al Levante a la Liga de Campeones para la siguiente temporada. Fue suplente en la final de la Supercopa, en la que perdieron ante el Atlético de Madrid, y titular en la final de la Copa de la Reina, en la que marcó un gol y fueron derrotas por el F. C. Barcelona.

### Atlético de Madrid
El 7 de julio de 2021 Banini fue anunciada oficialmente como nueva jugadora del Atlético de Madrid, firmando un contrato hasta 2023. Jugó su primer partido con el club madrileño en un duelo de pretemporada contra el AC Milan, que terminó con victoria del equipo italiano por 3-1. Debutó con el equipo rojiblanco el 4 de septiembre de 2021, siendo titular en la victoria por 5-0 sobre el Rayo Vallecano en la primera jornada de liga. Banini marcó su primer gol en el club en la victoria por 2-0 ante el Real Madrid. En octubre sufrió una lesión de rodilla, que la tuvo apartada de los terrenos de juego hasta enero. Ese mes fue elegida en el FIFA/FIFPro World XI de 2021. Tras su recuperación jugó habitualmente con el equipo y volvió a ser convocada para jugar con la selección argentina. Acabaron la temporada en cuarta posición a un punto de la tercera plaza que daba el último cupo para disputar la Liga de Campeones. Fueron finalistas en la Supercopa, en la que perdieron ante el F. C. Barcelona. En la Copa de la Reina el equipo cayó en octavos de final ante el Sporting de Huelva.
El equipo no fue regular durante la temporada y cambió de técnico. Banini ganó presencia en el equipo con el nuevo entrenador y las lesiones de Leicy Santos. Acabaron en cuarta posición en liga. En la Copa de la Reina se clasificaron de forma sólida para la final, en la que se enfrentaron al Real Madrid en el Estadio de Butarque de Leganés y fue clave en el encuentro al liderar la remontada de un 2-0 adverso con una asistencia y un gol de lanzamiento de falta en el tiempo de descuento. El equipo ganó el trofeo en la tanda de penaltis.
En la temporada 2023-24 continuó en el Atlético de Madrid con un rol de jugadora de rotación. En febrero de 2024 le fue otorgado el Trofeo EFE a la Mejor Futbolista Iberoamericana 2023. En el mes de enero cayeron eliminadas en la semifinal de la Supercopa y en el mes de febrero tuvieron varios duelos directos en liga en los que no se obtuvieron buenos resultados y se distanciaron de los puestos de cabeza. Tras la eliminación de Copa en semifinales y un mal resultado liguero Manolo Cano fue destituido y lo sustituyó el entrenador del segundo filial Arturo Ruiz. Encadenaron varias victorias consecutivas y finalmente lograron el objetivo de clasificarse para la Liga de Campeones tras ser terceras en liga.

## Selección nacional

### Inicios
Banini fue convocada con la selección sub-17 por Carlos Borrello cuando pasó de jugar fútbol sala a fútbol 11 en Los Pumas.
Banini ha sido internacional absoluta con la Selección femenina de fútbol de Argentina desde 2010. Debutó el 15 de enero de 2010 en la Copa Bicentenario Chile 2010 ante Colombia, en un encuentro sin goles.
En el mes de marzo participó en la Copa América sub-20. Argentina cosechó una victoria sobre Bolivia y tres derrotas ante Chile, Colombia y Ecuador, por lo que quedaron eliminadas en la primera ronda.
En el mes de noviembre fue convocada para disputar la Copa América. En el primer partido ante Bolivia marcó su primer gol como internacional al  marcar el tercer gol en la victoria albiceleste por 3-0. Posteriormente ganaron por 2-1 a Chile y Perú, y perdieron el último encuentro de la primera fase ante Ecuador. Sus actuaciones en esta primera fase hicieron que algunos medios la destacaran. En la segunda fase fueron goleadas por Brasil, empataron con Chile y perdieron con Colombia, finalizando el campeonato en cuarta posición.

### Juegos Sudamericanos y Copa América de 2014

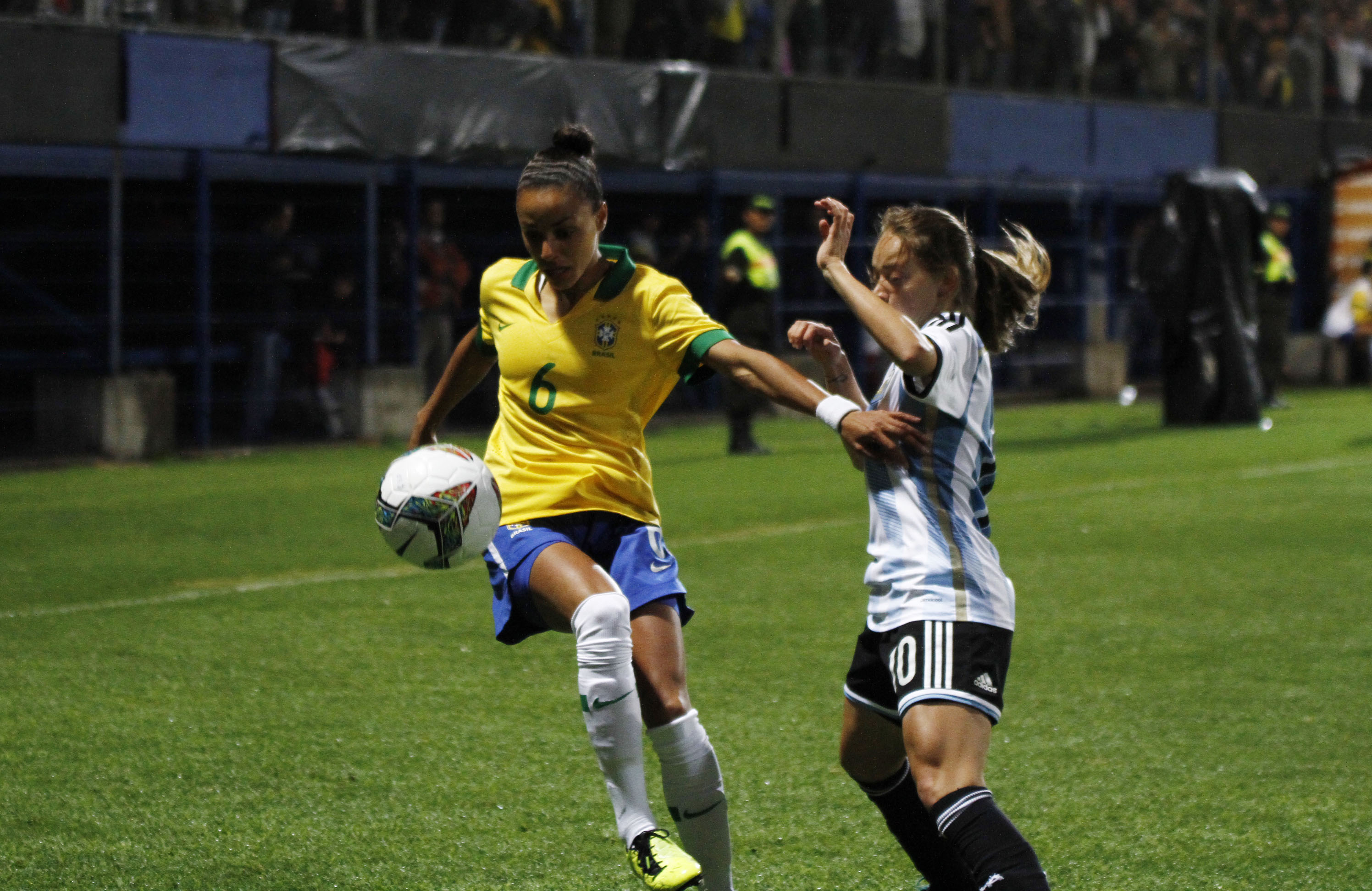
Banini marcando a la brasileña Rilany, en uno de los partidos de la fase final de la Copa América Femenina 2014.

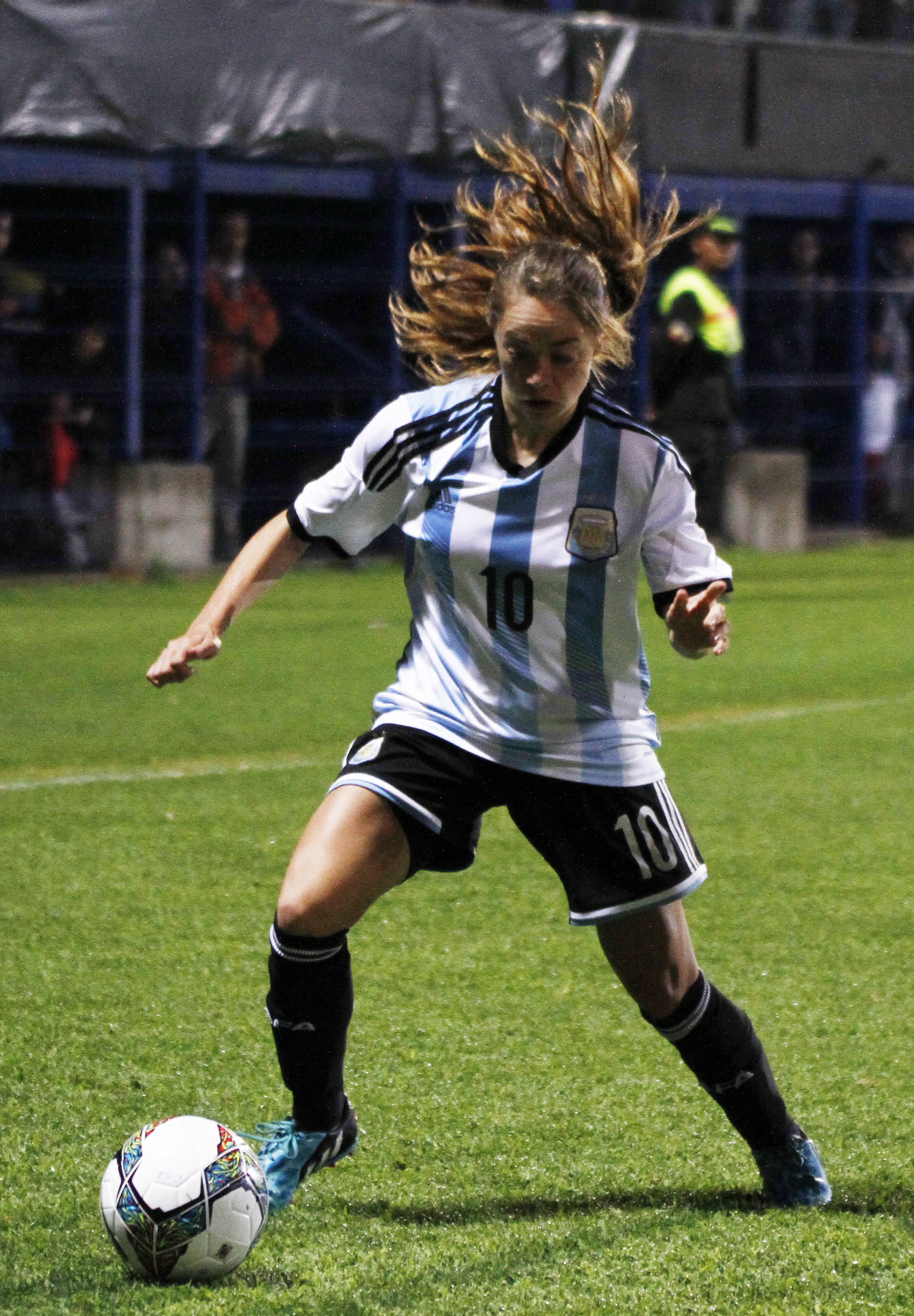
Banini en uno de los partidos de la fase final de la Copa América Femenina 2014.

Hasta marzo de 2014 no volvió a jugar con la selección argentina, al no participar en los amistosos y los Juegos Panamericanos de 2011, y la ausencia de programación de partidos internacionales durante más de dos años. Su reaparición se produjo en los Juegos Suramericanos. A pesar de perder en el primer partido ante Chile, se clasificaron a la semifinal tras golear a Bolivia, con gol de Banini. En la semifinal lograron aguantar el empate ante Brasil y la eliminaron en la tanda de penaltis, en los que Banini anotó el tercer lanzamiento de Argentina. Abrió el marcador en la final ante Chile, que ganaron por 1-2 en territorio chileno.
En septiembre de ese mismo año participó en la Copa América que se celebró en Ecuador. Comenzaron el torneo con derrota ante Chile por 1-0, pero luego ganaron el resto de los partidos de grupo. Banini fue titular en todos los encuentros y transformó un penalti en la última victoria ante Brasil. En la fase final arrancaron con un empate sin goles ante Colombia, y luego Brasil se tomó la revancha del partido de la primera fase y las goleó por 6-0. En el último encuentro se jugaban la opción de optar a clasificarse para el Mundial ante las anfitrionas. Banini abrió el marcador y cinco minutos después ampliaban la ventaja hasta un 2-0, pero en la segunda parte Ecuador remontó y las argentinas fueron derrotadas por 3-2, terminando el torneo en cuarta posición.
No pudo participar en el Torneo Internacional de Brasil por sus compromisos en los play-off por el título con Colo-Colo. En 2015 Banini sufrió una lesión de larga duración que no le permitió participar en los Juegos Panamericanos. Argentina no disputó ningún encuentro hasta 2017, en los que Banini tampoco participó.
Sin embargo sí jugó el Campeonato Mundial de futsal de la AMF 2017, representando a Argentina, que quedó subcampeona del torneo.

### Copa América de 2018 y Mundial de 2019

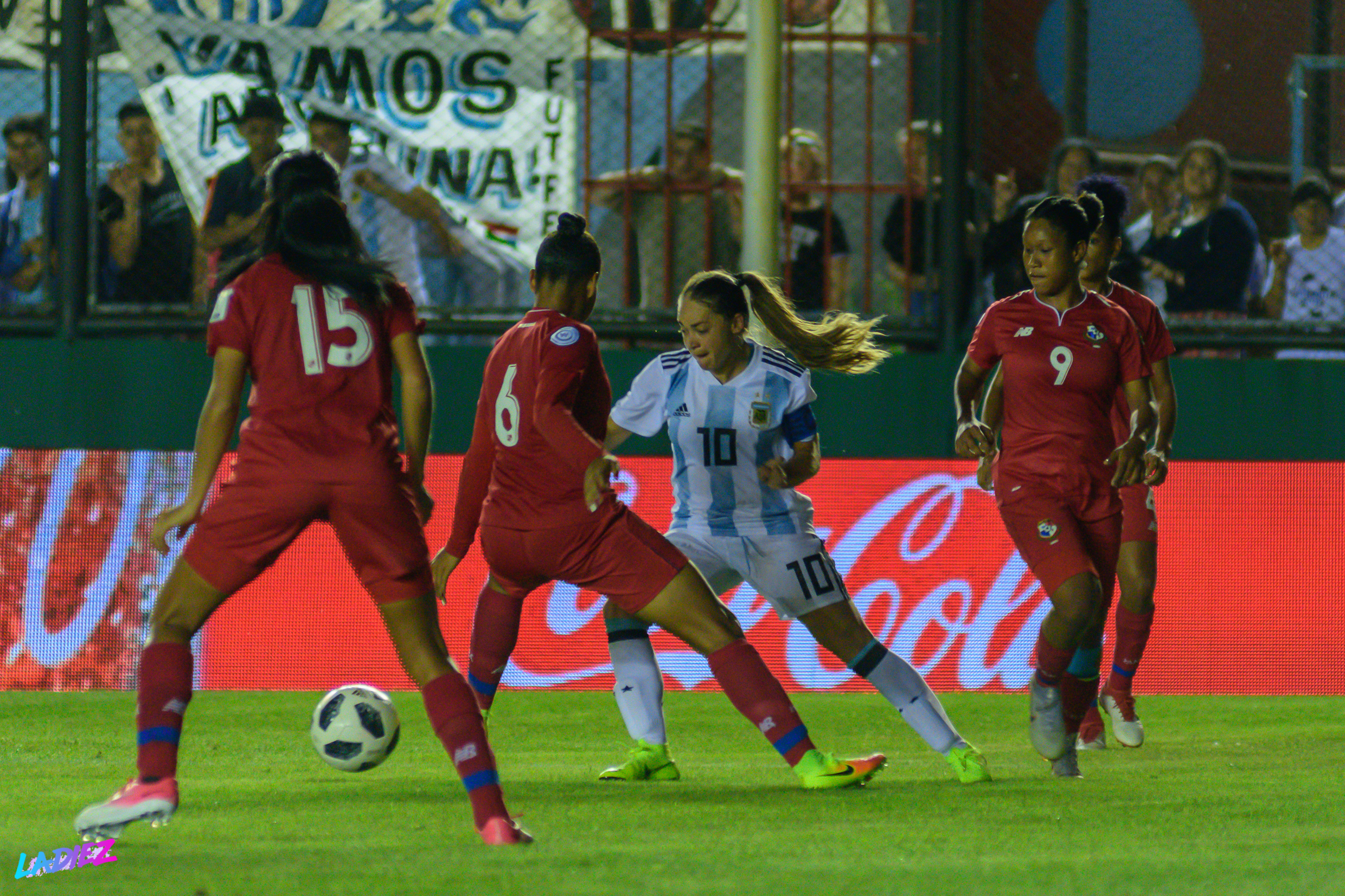
Banini en el partido de ida de repesca contra Panamá en 2018.

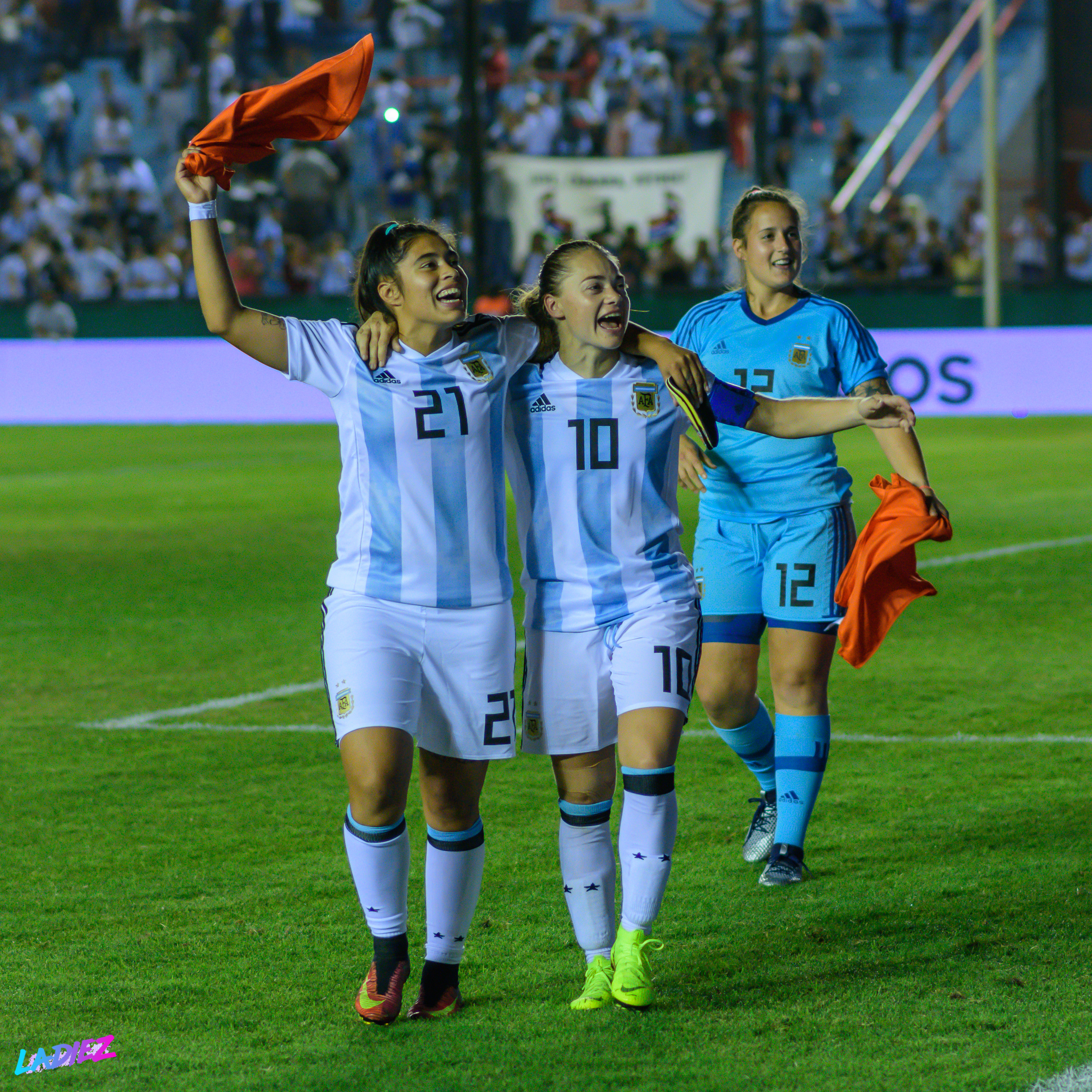
Banini tras la ida del partido de repesca contra Panamá en 2018.

El 5 de abril de 2018 volvió a jugar con la selección en el primer partido de la Copa América que se disputó en Chile. Banini marcó un gol de falta directa que no sirvió para evitar la derrota por 3-1 ante Brasil. Tras derrotar a Bolivia, volvió a marcar en las vitorias ante Ecuador y Vanezuela. En la fase final dio la asistencia que adelantó a las albicelestes en la victoria por 3-1 sobre Colombia. Luego cayeron ante Brasil y Chile, lo que les dio la opción de jugar la repesca o repechaje para disputar el Mundial de 2019.
En noviembre de 2018 se enfrentaron a Panamá. El partido de ida se disputó en Argentina, donde las locales ganaron por 4-0. Banini tuvo una actuación destacada, a pesar de que lanzó un penalti que fue detenido por la guardameta panameña. En el partido de vuelta empataron a un gol, y se clasificaron para disputar el Mundial.
El 22 de mayo de 2019 la Asociación del Fútbol Argentino dio a conocer las 23 elegidas para disputar la Copa del Mundo en Francia, entre las que estaba Estefanía Banini. El 10 de junio de 2019 debutó en los Mundiales jugando de titular y siendo capitana en el empate 0-0 contra Japón, consiguiendo el primer punto ganado por la Selección femenina de fútbol de Argentina en la historia de los mundiales. Fue elegida la mejor jugadora del partido. En el segundo partido ante Inglaterra tuvo un papel discreto y fueron derrotadas por 1-0. En el tercer encuentro empataron a tres goles ante Escocia, y Banini fue sustituida en el minuto 60 cuando iban por debajo en el marcador por dos goles. Con este resultado Argentina quedaba fuera de los octavos de final.

### Ausencias posteriores
Posteriormente, no fue convocada para los Juegos Panamericanos de Lima 2019. En medios de comunicación se publicó que las jugadoras que participaron en el Mundial acordaron solicitar la renuncia del cuerpo técnico de la selección nacional y como consecuencia las caras visibles de la petición, entre las que se encontraba Banini, no fueron convocadas.
Un año después, Banini declaró que «Para mí fue muy importante tomar la decisión de ir en busca del crecimiento de la Selección. La celeste y blanca se va a extrañar siempre, pero yo sigo siendo profesional y trato de dejar bien parado a mí país, ya sea como Estefanía Banini o defendiendo mis colores. [...] Yo a la selección argentina nunca le dije que no, pero siempre voy a querer que crezca. Yo a esta edad ya he hecho mi carrera, no necesito estar en la Selección para salir (al exterior).» Por su lado, tras no convocarla para la SheBelieves Cup, el seleccionador Carlos Borrello declaró que no estaba «enojado con ella, pero tienen que entender que el entrenador está para algo».

### Retorno a la selección y Copa América 2022
En 2022 volvió a ser convocada para disputar dos partidos amistosos ante Chile. El 7 de abril volvió a jugar tras casi tres años de ausencia.
El 27 de junio de 2022 entró en la convocatoria que disputaría la Copa América. En el primer partido ante Brasil entró en el terreno de juego en el minuto 63 cuando la selección albiceleste ya estaba tres goles por debajo en el marcados. El encuentro finalizó con triunfo de las canarinhas por 4-0. En el resto de partidos fue titular. En el segundo encuentro ante Perú originó la jugada que abrió el marcador tras regatear a la guardameta peruana y asistir a una compañera en lugar de marcar ella, y dio otra asistencia en el tercer gol del partido. ganaron 4-0. Abrió el marcador y dio una asistencia en el partido ante Uruguay, que ganaron por 5-0. En el último partido de la fase de grupos ganaron por 1-0 a Venezuela, selección contra la que se jugaban el pase a la semifinal. Banini fue elegida por el Grupo de Expertos que realizó el Análisis Técnico de la fase de grupos como una de las tres jugadoras más determinantes de su selección. Se enfrentaron a Colombia por un puesto en la final, en un partido que Banini volvió a jugar completo, perdiendo por 1-0. En el partido por el tercer puesto remontaron ante Paraguay, logrando la medalla de bronce y la clasificación al Mundial de 2023.
El 8 de julio de 2023 es confirmada dentro de la lista de 23 convocadas para la Copa Mundial Femenina de Fútbol de 2023, de esta manera disputaría su segundo mundial consecutivo. Además, de acuerdo a lo expresado por la propia jugadora, esta seria la última competencia que afrontaría con el seleccionado nacional. Fue titular ante Italia, en el que cayeron derrotadas por 1-0 con un gol en el minuto 87, y ante Sudáfrica, en el que remontaron dos goles para empatar el partido y tener opciones a pasar a la siguiente fase. El 2 de agosto jugó su último partido internacional tras caer derrotadas ante Suecia que supuso la eliminación de la selección Argentina y la despedida de Banini, que había anunciado que no jugaría más con el combinado nacional tras el Mundial.

### Reconocimiento internacional
Estefanía Banini fue elegida por la Federación Internacional de Historia y Estadística (IFFHS) dentro del equipo ideal de Sudamérica de la década 2011-2020. En enero de 2022 fue elegida en el Once ideal de FIFPro.
Debido a su posición en la cancha y al número que usa, la empezaron a comparar con el jugador argentino, y surgió el apodo "la Messi". Banini respondió que es linda la comparación, pero prefiere que a todas las jugadoras las conozcan por sus nombres.

## Estadísticas

### Clubes
Actualizado al último partido jugado el 9 de junio de 2024.
| Club                             | Div.                     | Temporada                | Liga  | Liga  | Liga   | Copas nacionales | Copas nacionales | Copas nacionales | Copas internacionales | Copas internacionales | Copas internacionales | Total | Total | Total  | Media goleadora |
| Club                             | Div.                     | Temporada                | Part. | Goles | Asist. | Part.            | Goles            | Asist.           | Part.                 | Goles                 | Asist.                | Part. | Goles | Asist. | Media goleadora |
| -------------------------------- | ------------------------ | ------------------------ | ----- | ----- | ------ | ---------------- | ---------------- | ---------------- | --------------------- | --------------------- | --------------------- | ----- | ----- | ------ | --------------- |
| Colo-Colo · Chile                |                          |                          |       |       |        |                  |                  |                  |                       |                       |                       |       |       |        |                 |
| 1.ª                              | 2011 A                   |                          |       |       |        |                  |                  | -                | -                     | -                     |                       |       |       |        |                 |
| 1.ª                              | 2011 C                   |                          |       |       |        |                  |                  |                  | 1                     |                       |                       |       |       |        |                 |
| 1.ª                              | 2012 A                   |                          | 17    |       |        |                  |                  | -                | -                     | -                     |                       |       |       |        |                 |
| 1.ª                              | 2012 C                   | 11                       | 32    |       |        |                  |                  |                  | 3                     |                       |                       |       |       |        |                 |
| 1.ª                              | 2013 A                   | 18                       | 37    |       |        |                  |                  | -                | -                     | -                     |                       |       |       |        |                 |
| 1.ª                              | 2013 C                   |                          |       |       |        |                  |                  | 6                | 6                     |                       |                       |       |       |        |                 |
| 1.ª                              | 2014 A                   |                          |       |       |        |                  |                  | -                | -                     | -                     |                       |       |       |        |                 |
| 1.ª                              | 2014 C                   |                          | 18    |       |        |                  |                  | 3                | 4                     |                       |                       |       |       |        |                 |
| Washington Spirit Estados Unidos |                          |                          |       |       |        |                  |                  |                  |                       |                       |                       |       |       |        |                 |
| 1.ª                              | 2015                     | 4                        | 0     | 0     | -      | -                | -                | -                | -                     | -                     | 4                     | 0     | 0     | 0      |                 |
| Colo-Colo · Chile                |                          |                          |       |       |        |                  |                  |                  |                       |                       |                       |       |       |        |                 |
| 1.ª                              | 2015 C                   |                          |       |       | -      | -                | -                | -                | -                     | -                     |                       |       |       |        |                 |
| Total Colo-Colo                  | Total Colo-Colo          |                          |       |       |        |                  |                  |                  | 14                    |                       |                       |       |       |        |                 |
| Washington Spirit Estados Unidos |                          |                          |       |       |        |                  |                  |                  |                       |                       |                       |       |       |        |                 |
| 1.ª                              | 2016                     | 15                       | 5     | 1     | -      | -                | -                | -                | -                     | -                     | 15                    | 5     | 1     | 0.33   |                 |
| Valencia C. F. · España          |                          |                          |       |       |        |                  |                  |                  |                       |                       |                       |       |       |        |                 |
| 1.ª                              | 2016-17                  | 21                       | 4     |       | 2      | 1                | 0                |                  |                       |                       | 23                    | 5     |       | 0.22   |                 |
| Total Valencia C. F.             | Total Valencia C. F.     | 21                       | 4     |       | 2      | 1                | 0                |                  |                       |                       | 23                    | 5     |       | 0.22   |                 |
| Washington Spirit Estados Unidos |                          |                          |       |       |        |                  |                  |                  |                       |                       |                       |       |       |        |                 |
| 1.ª                              | 2017                     | 9                        | 1     | 0     | -      | -                | -                | -                | -                     | -                     | 9                     | 1     | 0     | 0.11   |                 |
| 1.ª                              | 2018                     | 12                       | 1     | 1     | -      | -                | -                | -                | -                     | -                     | 12                    | 1     | 1     | 0.08   |                 |
| Total Washington Spirit          | Total Washington Spirit  | 40                       | 7     | 2     | -      | -                | -                | -                | -                     | -                     | 40                    | 7     | 2     | 0.18   |                 |
| Levante U. D. · España           |                          |                          |       |       |        |                  |                  |                  |                       |                       |                       |       |       |        |                 |
| 1.ª                              | 2018-19                  | 19                       | 4     | 4     | 2      | 0                | 0                | -                | -                     | -                     | 21                    | 4     | 4     | 0.19   |                 |
| 1.ª                              | 2019-20                  | 16                       | 3     | 3     | 2      | 0                | 0                | -                | -                     | -                     | 18                    | 3     | 3     | 0.17   |                 |
| 1.ª                              | 2020-21                  | 27                       | 1     | 1     | 5      | 1                | 0                | -                | -                     | -                     | 32                    | 2     | 1     | 0.08   |                 |
| Total Levante U. D.              | Total Levante U. D.      | 62                       | 8     | 8     | 9      | 1                | 0                | -                | -                     | -                     | 71                    | 9     | 8     | 0.13   |                 |
| Atlético de Madrid · España      | 1.ª                      | 2021-22                  | 21    | 4     | 1      | 3                | 0                | 0                | -                     | -                     | -                     | 24    | 4     | 1      | 0.17            |
| Atlético de Madrid · España      | 1.ª                      | 2022-23                  | 28    | 2     | 2      | 4                | 2                | 2                | -                     | -                     | -                     | 32    | 4     | 4      | 0.12            |
| Atlético de Madrid · España      | 1.ª                      | 2023-24                  | 28    | 3     | 2      | 5                | 0                | 0                | -                     | -                     | -                     | 33    | 3     | 2      | 0.09            |
| Atlético de Madrid · España      | Total Atlético de Madrid | Total Atlético de Madrid | 77    | 9     | 5      | 12               | 2                | 2                | -                     | -                     | -                     | 89    | 11    | 7      | 0.12            |
| Total carrera                    | Total carrera            | Total carrera            | 229+  | 28+   | 15+    | 23               | 4                | 2                |                       | 14                    |                       | 252+  | 46+   | 17+    |                 |
| 1. 2. 3.                         |                          |                          |       |       |        |                  |                  |                  |                       |                       |                       |       |       |        |                 |

### Selecciones
Actualizado al último partido jugado el 2 de agosto de 2023.
| Selecciones | Temporada | Otros oficiales(4) | Otros oficiales(4) | Otros oficiales(4) | Mundial (5) | Mundial (5) | Mundial (5) | Amistosos | Amistosos | Amistosos | Total | Total | Total  | Media goleadora |
| Selecciones | Temporada | Part.              | Goles              | Asist.             | Part.       | Goles       | Asist.      | Part.     | Goles     | Asist.    | Part. | Goles | Asist. | Media goleadora |
| --- | --------- | ------------------ | ------------------ | ------------------ | ----------- | ----------- | ----------- | --------- | --------- | --------- | ----- | ----- | ------ | --------------- |
| Abs. Argentina |           |                    |                    |                    |             |             |             |           |           |           |       |       |        |                 |
| 2010 | 5         | 1                  |                    |                    |             |             | 4           | 0         | 0         | 9+        | 1     |       | 0.11   |                 |
| 2011 |           |                    |                    |                    |             |             |             |           |           |           |       |       | -      |                 |
| 2012 |           |                    |                    |                    |             |             |             |           |           |           |       |       | -      |                 |
| 2013 |           |                    |                    |                    |             |             |             |           |           |           |       |       | -      |                 |
| 2014 | 11        | 4                  |                    |                    |             |             |             |           |           | 11        | 4     |       | 0.36   |                 |
| 2015 |           |                    |                    |                    |             |             |             |           |           |           |       |       |        |                 |
| 2016 |           |                    |                    |                    |             |             |             |           |           |           |       |       |        |                 |
| 2017 |           |                    |                    |                    |             |             |             |           |           |           |       |       |        |                 |
| 2018 | 7         | 3                  |                    | 2                  | 0           |             |             |           |           | 9         | 3     |       | 0.33   |                 |
| 2019 |           |                    |                    | 3                  | 0           |             | 3           | 0         |           | 6         | 0     |       | 0      |                 |
| 2020 |           |                    |                    |                    |             |             |             |           |           |           |       |       |        |                 |
| 2021 |           |                    |                    |                    |             |             |             |           |           |           |       |       |        |                 |
| 2022 | 6         | 1                  | 3                  |                    |             |             | 4           | 1         | 0         | 10        | 2     | 3     | 0.20   |                 |
| 2023 |           |                    |                    | 3                  | 0           | 0           | 3           | 2         | 0         | 6         | 2     | 0     | 0.33   |                 |
| Total | 29        | 9                  | 3+                 | 8                  | 0           |             | 14          | 3         |           | 53        | 13    | 3+    | 0.26   |                 |
| (4) Se incluyen partidos de Copa América y Juegos Suramericanos. (4) Se incluyen partidos de repesca o repechaje. |           |                    |                    |                    |             |             |             |           |           |           |       |       |        |                 |

#### Participaciones en fases finales
| Competición                  | Categoría              | Sede                      | Resultado     | Partidos | Goles |
| ---------------------------- | ---------------------- | ------------------------- | ------------- | -------- | ----- |
| Copa América 2010            | Selección de Argentina | Ecuador                   | Cuarto puesto | 5        | 1     |
| Juegos Suramericanos de 2014 | Selección de Argentina | Chile                     | Campeón       | 4        | 2     |
| Copa América 2014            | Selección de Argentina | Ecuador                   | Cuarto puesto | 7        | 2     |
| Copa América 2018            | Selección de Argentina | Chile                     | Tercer puesto | 7        | 3     |
| Mundial de 2019              | Selección de Argentina | Francia                   | Primera fase  | 3        | 0     |
| Copa América 2022            | Selección de Argentina | Colombia                  | Tercer puesto | 6        | 1     |
| Mundial de 2023              | Selección de Argentina | Australia / Nueva Zelanda | Primera fase  | 3        | 0     |
| Total                        |                        |                           |               | 35       | 9     |

## Palmarés

### Títulos nacionales
| Título                 | Club               | País   | Año     |
| ---------------------- | ------------------ | ------ | ------- |
| Campeonato de Apertura | Colo-Colo          | Chile  | 2011-A  |
| Campeonato de Clausura | Colo-Colo          | Chile  | 2011-C  |
| Campeonato de Apertura | Colo-Colo          | Chile  | 2012-A  |
| Campeonato de Clausura | Colo-Colo          | Chile  | 2012-C  |
| Campeonato de Apertura | Colo-Colo          | Chile  | 2013-A  |
| Campeonato de Clausura | Colo-Colo          | Chile  | 2013-C  |
| Campeonato de Apertura | Colo-Colo          | Chile  | 2014-A  |
| Campeonato de Clausura | Colo-Colo          | Chile  | 2014-C  |
| Copa de Campeonas      | Colo-Colo          | Chile  | 2015    |
| Copa de la Reina       | Atlético de Madrid | España | 2022-23 |

### Títulos internacionales
| Título               | Club      | País                   | Año  |
| -------------------- | --------- | ---------------------- | ---- |
| Copa Libertadores    | Colo-Colo | Vitória de Santo Antão | 2012 |
| Juegos Suramericanos | Argentina | Santiago               | 2014 |

(*) Incluyendo la selección

### Distinciones individuales
| Distinción                                                | Año  |
| --------------------------------------------------------- | ---- |
| Mejor deportista del fútbol femenino de Chile             | 2013 |
| Premio Raíces - Categoría deportista                      | 2020 |
| Equipo Ideal de Sudamérica de la Década 2011-2020 (IFFHS) | 2021 |
| FIFA/FIFPro World XI femenino                             | 2021 |
| Trofeo EFE a la Mejor Futbolista Iberoamericana           | 2023 |